# Naissance en 851
Naissance
- 847
- 848
- 849
- 850
- 851
- 852
- 853
- 854
- 855

Cette page dresse une liste de personnalités nées au cours de  l'année 851 :
- Otton Ier de Saxe, dit l'Illustre ou le Magnifique, duc de Saxe et comte en Eichsfeld
- Skalla-Grímr Kveldulfsson (es), chef viking.

## Crédit d'auteurs
- Cet article est partiellement ou en totalité issu de l'article intitulé « 851 » (voir la liste des auteurs).